# Kubanskaja
Kubanskaja (ros. Кубанская) – stanica w Rosji, w Kraju Krasnodarskim, w rejonie apszerońskim. W 2010 liczyła 2563 mieszkańców.